# Ошана
Ошана (англ. Oshana Region) — одна з 14 адміністративних областей Намібії і знаходиться в північній частині країни. Площа області становить 8653 км (найменша з областей Намібії). Чисельність населення 176 674 чоловік (на 2011). Адміністративний центр Ошани — місто Ошакаті.

## Географія
Найбільша частина території області Ошана представляє суху посушливу чагарникову савану.

## Населення
У переважній більшості область населяють представники народу овамбо.

## Адміністративний поділ
В адміністративному відношенні область розділена на 11 виборчих районів:
- Okaku
- Okatana
- Okatyali
- Ompundja
- Ondangwa Rural
- Ondangwa Urban
- Ongwediva
- Oshakati East
- Oshakati West
- Uukwiyu
- Uuvudhiya